# فرمانت (نبراسکا)
فرمانت(به انگلیسی: Fairmont) شهری در ایالت نبراسکا کشور ایالات متحده آمریکا است که جمعیت آن در سرشماری سال ۲۰۱۰ میلادی، ۵۶۰ نفر بوده‌است.